# Mountain Dew

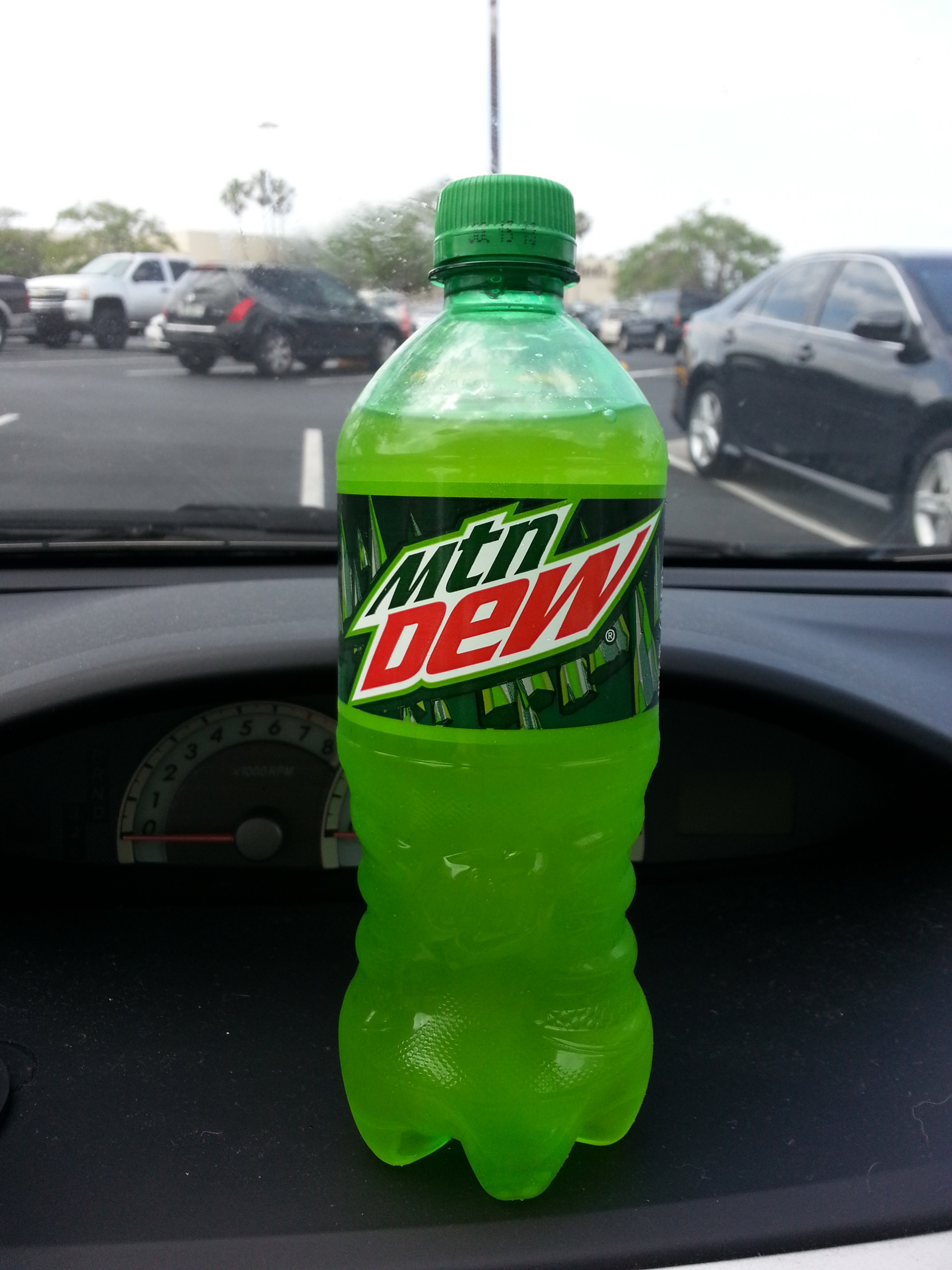

A Mountain Dew egy citrusízű amerikai szénsavas üdítőital, amit a PepsiCo gyárt. Az ital 355 ml-es dobozos alapváltozatának koffeintartalma 54 mg.  A Mountain Dew-t Barney Hartman és Ally Hartman találta fel a Tennessee állambeli Knoxville-ben. A gyártási jogait 1961-ben vette meg a PepsiCo, és innentől kezdett elterjedni.
Magyarországon jelenleg klasszikus ízben, 0,33 l-es kiszerelésű lengyel import alumínium dobozos kiszerelésben kapható hivatalos forgalmazásban (a Pepsit is értékesítő Fővárosi Ásványvíz és Üdítőipari Zrt. termékeként), de az USA-ból importálva több ízvariáns is megvásárolható itthon is pár éve.